# Рекена-Утьель
Рекена-Утьель (исп. Requena-Utiel)  — район (комарка) в Испании, входит в провинцию Валенсия в составе автономного сообщества Валенсия.

## Муниципалитеты
| Муниципалитет             | Население | Площадь км² | Плотность населения чел./км² |
| ------------------------- | --------- | ----------- | ---------------------------- |
| Рекена                    | 20.046    | 814,20      | 24,38                        |
| Утьель                    | 11.899    | 236,90      | 50,01                        |
| Вента-дель-Моро           | 1.413     | 272,60      | 5,48                         |
| Кампорроблес              | 1.373     | 89,50       | 15,33                        |
| Синаркас                  | 1.234     | 102,50      | 12,08                        |
| Каудете-де-лас-Фуэнтес    | 783       | 34,60       | 22,98                        |
| Фуэнтерроблес             | 752       | 49,50       | 14,89                        |
| Вильяргордо-дель-Кабрьель | 699       | 71,60       | 10,04                        |
| Чера                      | 499       | 54,50       | 9,63                         |